# Poa hookeri
Poa hookeri är en gräsart som beskrevs av Joyce Winifred Vickery. Poa hookeri ingår i släktet gröen, och familjen gräs. Inga underarter finns listade i Catalogue of Life.